# Radhošť (quận Ústí nad Orlicí)
Radhošť là một làng thuộc huyện Ústí nad Orlicí, vùng Pardubický, Cộng hòa Séc.